# Каспар Пфлуг фон Рабенщайн-Печау
Каспар Пфлуг фон Рабенщайн-Печау (на немски: Kaspar Pflug von Rabenstein zu Petschau; на чешки: Kašpar Pluh z Rabštejna; † 1585 във Фалкенау, Бохемия) е благородник от стария род Пфлуг от Бохемия, господар на Рабенщайн-Печау. През 1546 г. той има висши служби в Бохемия при Фердинанд I.
Той е син на Кристоф Пфлуг фон Рабенщайн-Готшау († 1519 или ок.1526) и съпругата му графиня Зигуна фон Шлик, дъщеря на граф Каспар II Шлик-Пасаун-Вайскирхен († пр. 1516) и графиня Елизабет фон Гутенщайн-Вртба. Майка му е роднина на граф Каспар Шлик († 1449), канцлер на Свещената римска империя (31 май 1433 – 47/48), и на Хайнрих II Шлик († ок. 1448), княжески епископ на Фрайзинг (1443 – 1448).
Каспер наследява на бездетния си чичо Ханс Пфлуг фон Рабенщайн († 1537), който ок. 1495 г. купува град Печау и отново построява там изгорелия замък, има мини за цинк и става един от най-богатите в Бохемия. От 1533 до смъртта си чичо му е маршал и най-главен канцлер на кралството. Той завещава собвеностите си на племенника си Каспар, който ги управлява успешно.
Каспер ръководи протестантското племенно въстание от 1546/47 г. и загубва цялата си собственост, която след потушаването на въстанието е конфискувана от бпхемския крал и по-късен император Фердинанд I. Каспар Пфлуг трябва да имигрира. При император Максимилиан II той е реабилитиран и получава службите и именията си обратно с изключение на Печау.
Каспар Пфлуг фон Рабенщайн-Печау умира бездетен като последен от рода си през 1585 г. във Фалкенау на Егер в Западна Бохемия. Фамилията измира през края на 16 век.

## Фамилия
Каспар Пфлуг фон Рабенщайн-Печау се жени на 4 август 1537 г. (или 1572 г.) за Магдалена фон Шаунберг († ок. 1560/декември 1563), дъщеря на граф Георг III фон Шаунберг (1472 – 1554) и Генофефа (Юлия) фон Арко († сл. 1554). Бракът е бездетен.